# GEWOFAG
Die GEWOFAG war eine 1928 gegründete Münchner Wohnungsbaugesellschaft. Sie verfügte (Stand 2018) über einen Bestand von mehr als 36.000 Wohnungen und Gewerbeeinheiten in und um München. Am 1. Januar 2024 wurde sie durch Fusion in die neu gegründete Gesellschaft Münchner Wohnen überführt. Die wichtigsten Aufgaben des ehemaligen und des neuen Unternehmens sind Neubau, Vermietung, Sanierung und Instandsetzung des Wohnungsbestands.
Der GEWOFAG-Konzern mit dem Tochterunternehmen Heimag München GmbH beschäftigte (Stand 2018) in München rund 600 Mitarbeiter. Die Bilanzsumme betrug im Jahr 2020 rund 2.793 Mio. Euro. Die GEWOFAG befand sich zu 100 Prozent im Besitz der Landeshauptstadt München. Aufsichtsratsvorsitzende der GEWOFAG war die 3. Münchner Bürgermeisterin Verena Dietl (SPD), die dieses Amt auch bei der Münchner Wohnen innehat.

## Geschichte
Das Unternehmen wurde im Juni 1928 als Gemeinnützige Wohnungsfürsorge AG auf Initiative von Karl Sebastian Preis gegründet, dem damaligen Leiter des Münchner Wohnungs- und Siedlungsreferats und Stadtrat der Münchner SPD. Unter seiner Führung errichtete das Unternehmen in den folgenden Jahren rund 11.000 neue Wohnungen, wodurch die damalige Wohnungsnot in München gelindert werden konnte.
Preis verstand Kunst am Bau als wichtigen Bestandteil der neuen Siedlungen und ließ Fresken und Reliefs an den Hauswänden anbringen. Die großzügigen Innenhöfe der GEWOFAG-Gründersiedlungen wurden mit Brunnen und Skulpturen ausgestattet.
Das Vorgängerunternehmen der GEWOFAG wurde schon früh zum größten Bauherrn der Stadt München und errichtete vor dem Ersten Weltkrieg in den Großsiedlungen Neuharlaching, Neuramersdorf, Neuhausen, Walchenseeplatz und Friedenheim bis 1931 5.429 Wohnungen, die heute teilweise unter Denkmalschutz stehen.
Zentrale Ereignisse in der Geschichte der GEWOFAG in den folgenden Jahrzehnten waren unter anderem:
1948: Im Auftrag der amerikanischen Besatzer beginnt die GEWOFAG mit dem Bau der Siedlung Ramersdorf-Süd („Ami-Siedlung“) mit rund 500 Wohnungen für amerikanische Streitkräfte und ihre Familien.
1954–1967: Auf einem ehemaligen Kasernengelände in Neuhausen entsteht die Siedlung Max II mit über 1.200 Wohnungen.
1959–1970: Die GEWOFAG baut die Siedlungen Fürstenried und Forstenried mit insgesamt über 1.300 Miet- und Eigentumswohnungen.
1968: Die Verwaltung der GEWOFAG zieht von der Schwabinger Schackstraße in die neu errichtete Unternehmenszentrale in der Kirchseeoner Straße.
1968–1973: Errichtung der Siedlung „Am Wald“ mit etwa 1.800 Wohnungen in Taufkirchen.
1987: Die Bauarbeiten für die Siedlung Westpark mit über 500 Wohnungen beginnen.
1995: Der Bestand der GEWOFAG zählt ca. 25.000 Wohnungen.
2001: Baubeginn in der Messestadt Riem. Rund 1.300 Wohnungen errichtet die GEWOFAG hier in den folgenden Jahren.
Im Jahr 2006 übernahm die GEWOFAG eine Beteiligung an der HEIMAG München GmbH und 2008 die Mehrheit an der HEIMAG Holding AG von der GAGFAH. Zum 1. Januar 2010 wurde die GEWOFAG in eine Holding, die sich zu 100 Prozent im Besitz der Landeshauptstadt München befindet, und fünf Einzelgesellschaften umgewandelt.
Zuvor hielt die Landeshauptstadt 92,3 Prozent der Anteile an der GEWOFAG AG, die in die Konzerngesellschaft GEWOFAG Wohnen GmbH übergegangen ist.
2011: Der soziale Dienstleister Wohnforum GmbH wird eine 100%ige Tochter der GEWOFAG.
2012: Wissenschaftliches Projekt für das Wohnen der Zukunft: In den Forschungshäusern in der Messestadt Riem wird zum Thema Energieverbrauch in Wohngebäuden geforscht.
2015: Mit dem Erwerb der restlichen 30 Prozent der HEIMAG-Anteile ist die GEWOFAG alleinige Eigentümerin.

2016: Pilotprojekt: Die GEWOFAG stellt nach nur einem Jahr Planungs- und Bauzeit die erste Parkplatzüberbauung Münchens fertig. Das Projekt mit 100 Wohnungen wird 2018 mit dem Deutschen Bauherrenpreis ausgezeichnet.

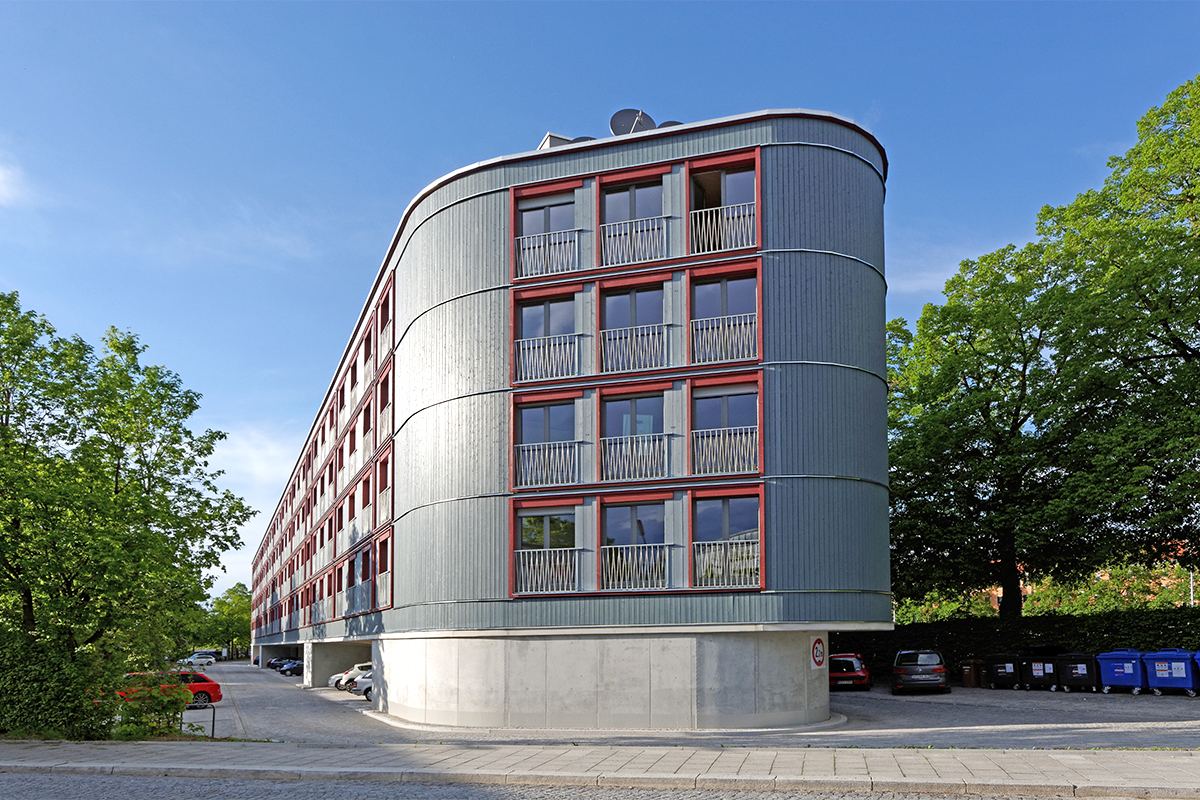
Wohnung über einem Parkplatz: Pilotprojekt am Münchner Dantebad

2017: Start des strategischen Programms „Zurück zu den Wurzeln“, mit dem Ziel nach dem Vorbild von Unternehmensgründer Karl Preis schnell und kostengünstig möglich viel bezahlbaren und zugleich hochwertigen und ästhetischen Wohnraum zu errichten.
2018: Umzug der GEWOFAG an den neuen Standort am Gustav-Heinemann-Ring 111 in Neuperlach.
2023: Im März 2023 wurde Klaus-Michael Dengler nach einer Affäre um ein Gutachten als Geschäftsführer entlassen. Am 21. März 2023 folgte Doris Zoller als Alleingeschäftsführerin. Andreas Lehner als neu ernannter Vorsitzender der Gewofag-Geschäftsführung reichte Ende Oktober 2023 nach nur einem Monat im Amt die Kündigung ein.

## Wohnanlagen

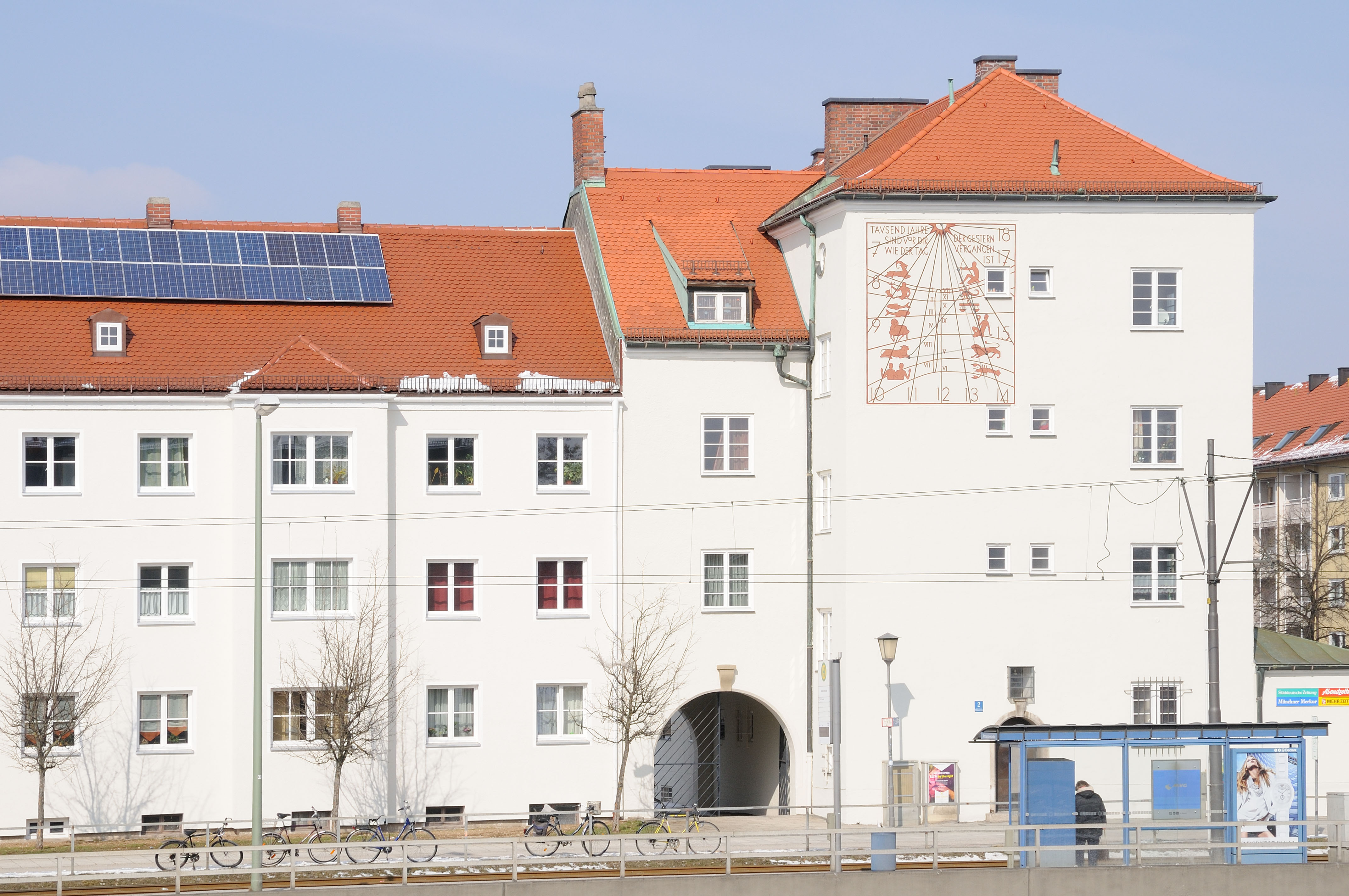
GEWOFAG-Gründersiedlung Friedenheim in Laim

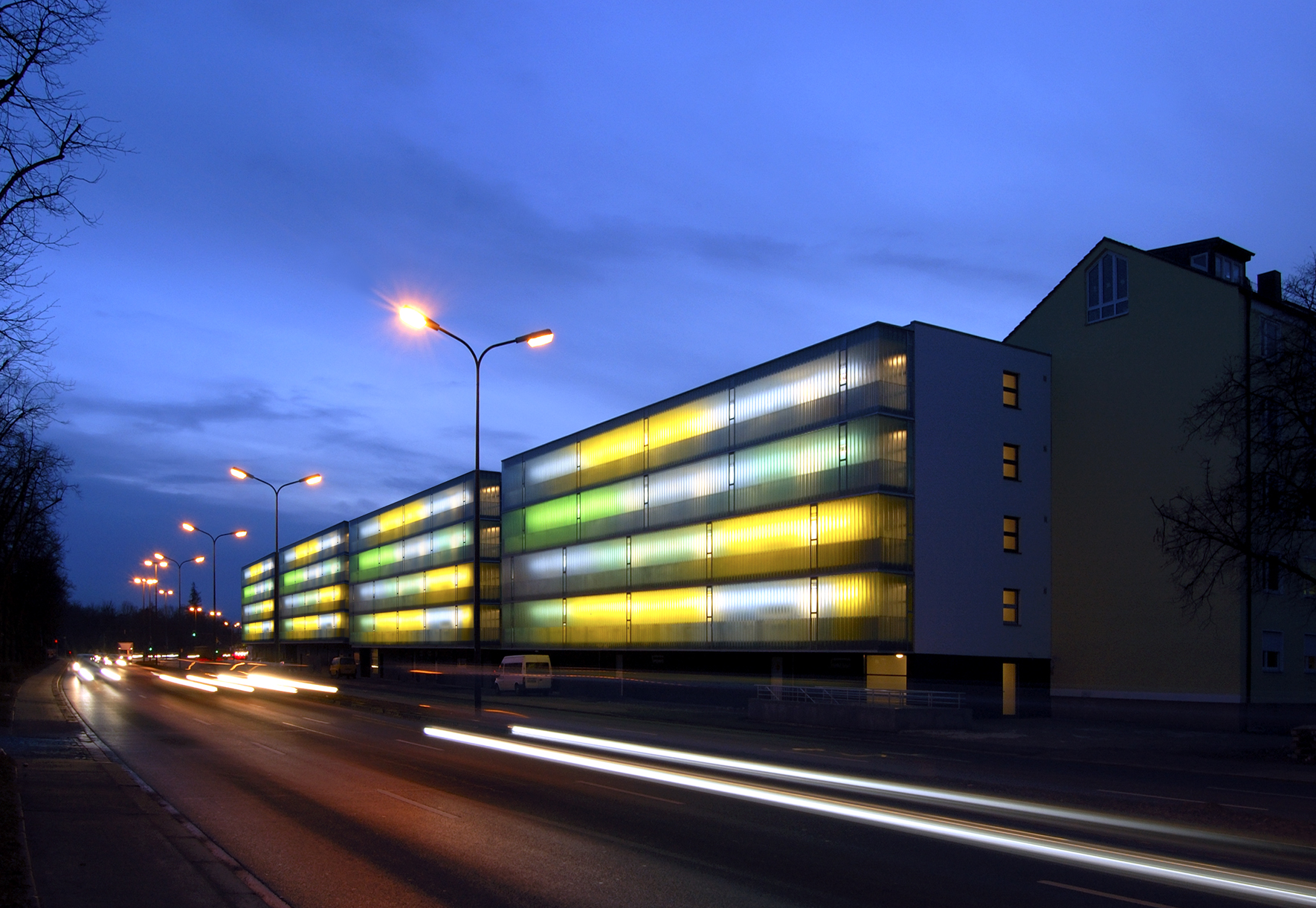
Lichtprojekt der GEWOFAG am Innsbrucker Ring

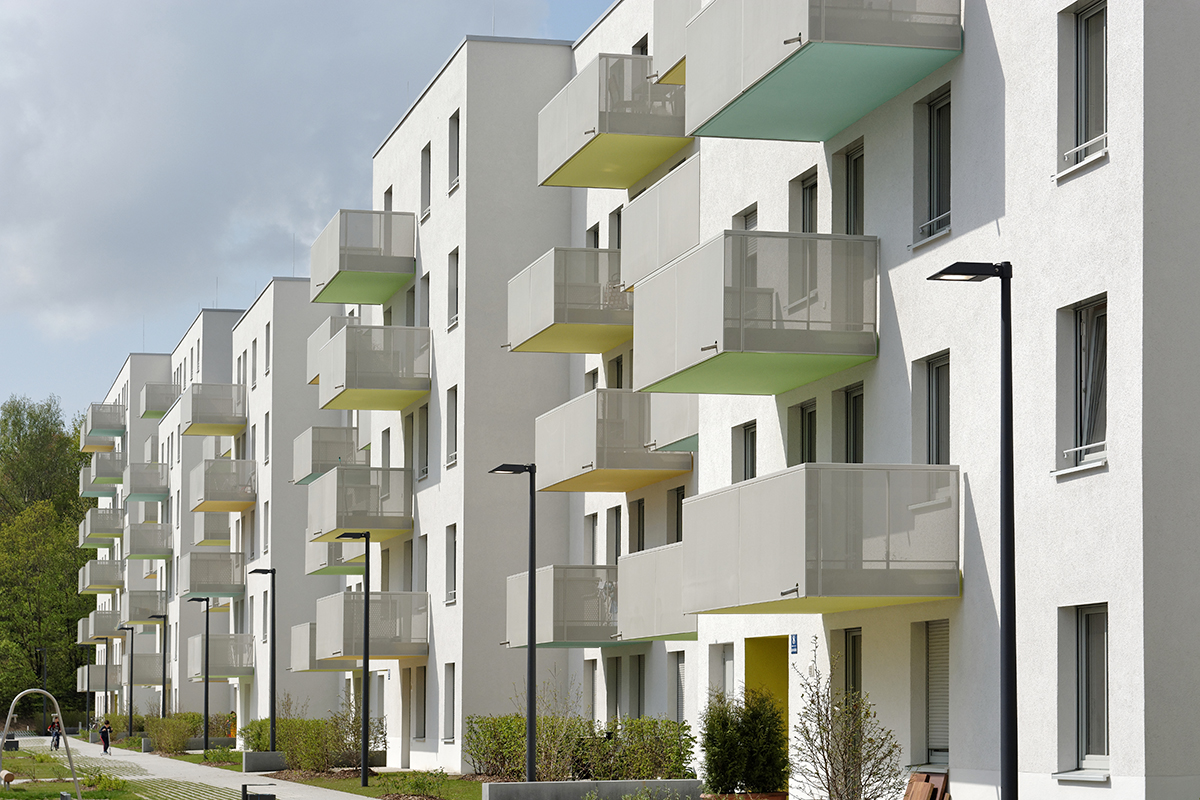
Neubau-Quartier an der Hochäckerstraße in Perlach

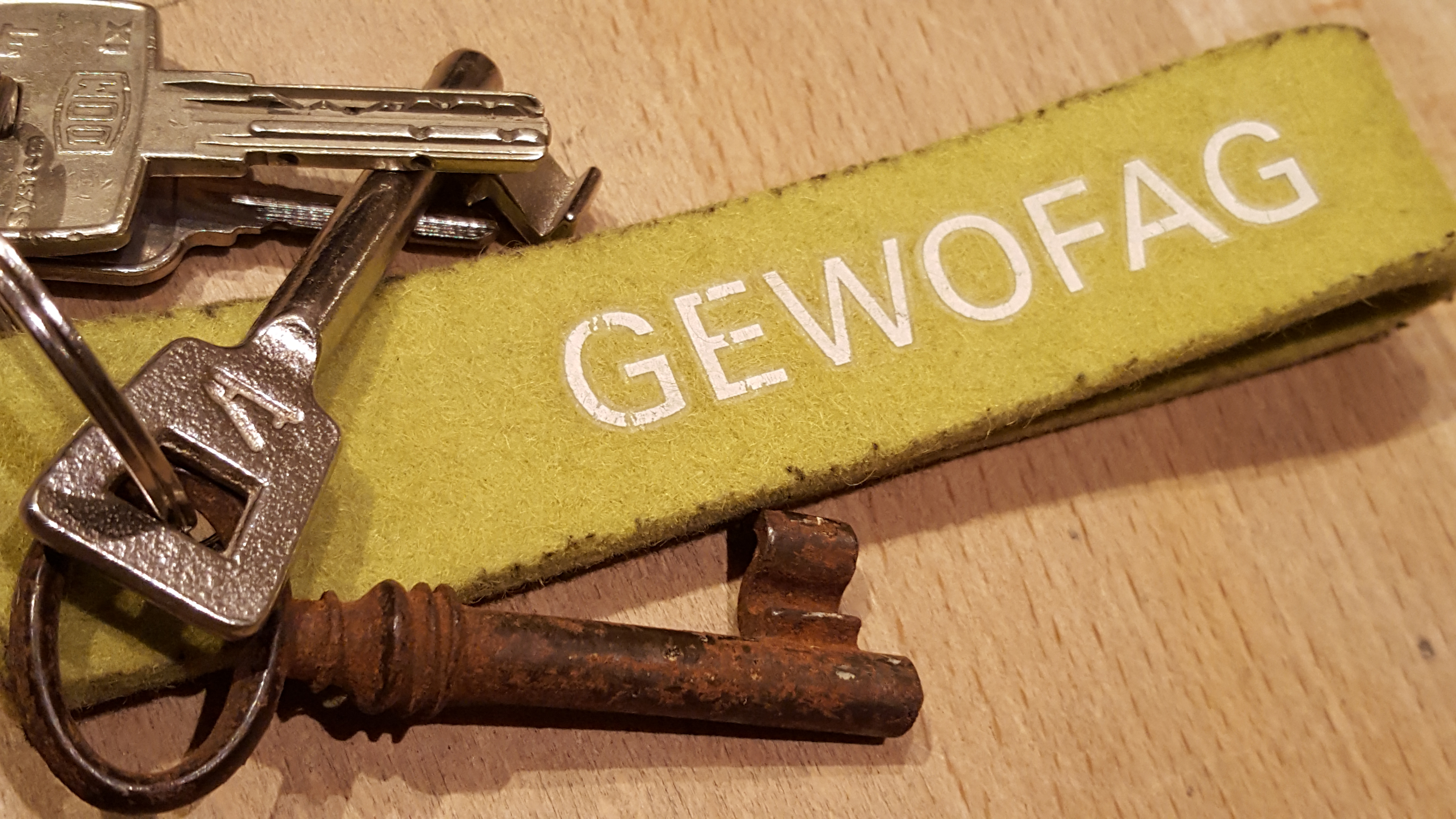
Schlüsselanhänger von GEWOFAG

Wohnanlagen der GEWOFAG gibt es in jedem Stadtbezirk Münchens. Das Unternehmen ist an rund 100 Standorten vertreten. Ansprechpartner vor Ort sind die Mitarbeitenden der fünf Mieterzentren in Ramersdorf, Giesing, Sendling/Laim, Neuhausen und Riem sowie der Geschäftsstelle in Taufkirchen. Nach eigenen Angaben ist es das Ziel der GEWOFAG, bezahlbaren Wohnraum für die Münchner Bevölkerung zu schaffen, und zugleich lebenswerte Quartiere zu errichten, in denen die Menschen gerne zu Hause sind. In den Wohnanlagen leben Familien, Singles, Paare und Menschen aller Altersschichten mit unterschiedlichem sozialem und kulturellem Hintergrund. 2020 bezahlten Mieter für Wohnungen aus dem Bestand der GEWOFAG durchschnittlich 7,59 Euro pro Quadratmeter.
Die GEWOFAG bietet ein Beratungs- und Mieterservice mit Angeboten wie Nachbarschaftstreffs oder der Mobilen Mieterunterstützung.
Die öffentlich geförderten Bestände der GEWOFAG und 85 Prozent der freifinanzierten Wohnungen (Belegungsbindungsvertrag mit der Landeshauptstadt München) werden über die Wohnungsplattform „Soziales Wohnen online“ (SOWON) des Amts für Wohnen und Migration vergeben.
Die mehr als 36.000 Wohnungen der GEWOFAG verteilen sich auf insgesamt 52 Wohnanlagen in Stadt und Landkreis München. Die ältesten Wohnanlagen datieren dabei in das Jahr 1928 zurück.

### Mietpreis für GEWOFAG-Wohnungen
Im Jahr 2020 bezahlten Mieter für ihre Wohnung aus dem Bestand des GEWOFAG-Konzerns in München durchschnittlich etwa 7,59 Euro pro Quadratmeter an Miete. Von 2015 bis 2020 erhöhte sich die Miete in den GEWOFAG-Wohungen um 0,65 Euro was einem Mietanstieg um ca. 9,4 Prozent im Zeitraum von fünf Jahren entspricht. Im Vergleich dazu lag 2020 laut Mietspiegel in München die Miete für Wohnungen pro Quadratmeter (Kaltmiete) bei durchschnittlich 18,58 Euro. Von 2020 bis 2022 stieg laut Mietspiegel der durchschnittliche Mietpreis in München auf 19,77 Euro pro Quadratmeter.

## Fusionierung der städtischen Wohnbaugesellschaften
München hat neben der GEWOFAG noch eine zweite gemeinnützige Wohnbaugesellschaft, die zu hundert Prozent der Stadt gehört, die GWG. Wiederholt gab es im Münchner Rathaus Bestrebungen, die GEWOFAG mit der GWG zusammenzulegen. Ernsthaft diskutiert wurde die Fusion erstmals im Jahr 2005, ein weiterer Vorstoß erfolgte 2016, seitens der Koalition von SPD und CSU im Münchner Stadtrat. Eine gute Gelegenheit hierfür sahen die Parteien seinerzeit in einem bevorstehenden Geschäftsführerwechsel in beiden Firmen. Sowohl CSU als auch SPD hatten jedoch Bedenken und sahen vor allem die unterschiedlichen Strukturen der beiden Unternehmen als Hinderungsgrund.
Ende 2020 beschlossen unter Federführung der 3. Bürgermeisterin Verena Dietl (SPD), die beiden Regierungsfraktionen Grüne/Rosa Liste und SPD/Volt die Fusionierung der städtischen Wohnbaugesellschaften GEWOFAG und GWG. Wie schon bei den früheren Ansätzen sehen sie als Hauptziel der beschlossenen Fusionierung, den Wohnungsbau in München anzukurbeln. Angestrebt ist eine Steigerung von durchschnittlich rund 1250 neu gebauten städtischen Wohnungen im Jahr auf 2000. Mit der Fusion sollen auch die Kosten gesenkt werden. Synergieeffekte verspricht sich das Münchner Rathaus vom Abschaffen der bisherigen Doppelstrukturen in den Bereichen Personalstruktur, Projektentwicklung, Verwaltung und IT. Angepeilt ist, jährlich einen zweistelligen Millionenbetrag einzusparen. Die Stadtverwaltung wurde von der Grün-Roten Koalition im Dezember 2020 beauftragt, konkrete Vorschläge für eine künftige Unternehmensstruktur der fusionierten Wohnbaugesellschaften auszuarbeiten. Die Zusammenlegung erfolgte am 1. Januar 2024.